# Emmanuel Le Roy Ladurie
Emmanuel Le Roy Ladurie   (Les Moutiers-en-Cinglais, 19 de juliol de 1929 - 14è districte de París, 22 de novembre de 2023) va ser un erudit i historiador francès. Titular de la càtedra d'història de la civilització moderna al Collège de France, director d'estudis a l'École des Hautes Etudes en Sciences Sociales i deixeble de Fernand Braudel, va esdevenir en la dècada del 1970 una figura emblemàtica del corrent historiogràfic de la Nouvelle Histoire. Algunes de les seves obres que formen part del corrent de l'antropologia històrica van tenir un gran èxit de públic.
Les seves principals aportacions en l'àmbit del coneixement històric que fan referència a la història econòmica i social del món rural i a la història del medi ambient, en particular a través del seu treball pioner sobre la història del clima, li van donar un gran prestigi internacional.

## Biografia
El seu avi va ser el comandant Barthélemy-Emmanuel Le Roy Ladurie, un oficial de carrera que va ser destituït als 43 anys durant un consell de guerra, celebrat a Nantes el 26 de setembre de 1902, per haver rebutjat participar el 15 d'agost de 1902 en el tancament de les escoles de les congregacions catòliques obertes abans del 1901 a Douarnenez, sota el govern d'Émile Combes. Va ser reintegrat amb el seu grau, sense ascens, a l'inici de la Primera Guerra Mundial. El pare d'Emmanuel Le Roy Ladurie, Jacques Le Roy Ladurie, va ser un dels fundadors del sindicalisme agrari a França i ministre d'aprovisionaments alimentaris sota el règim de Vichy l'any 1942, així com també resistent i maquisard.
Emmanuel Le Roy Ladurie es va casar el juliol de 1955 amb Madeleine Pupponi, una doctora filla del professor de matemàtiques i activista comunista d'origen cors Henri Pupponi (1904-1980).
Emmanuel Le Roy Ladurie va estudiar al col·legi Saint-Joseph de Caen, al liceu Henri IV de París i al Lakanal de Sceaux. Va estudiar a l'École Normale Supérieure del carrer d'Ulm i va esdevenir catedràtic en història el 1953. Va ser també delegat a la Unió Nacional d'Estudiants de França des d'on és es va oposar en diverses ocasions molt fermament a Jean-Marie Le Pen, llavors representant del Corpo de Droit de París. Al costat de François Furet, va col·laborar a Clarté, una revista per a estudiants comunistes que va mobilitzar intel·lectuals contra el colonialisme i la Guerra de Corea.
Va començar la seva carrera com a professor a l'institut des Garçons de Montpeller el 1955, on s'hi va estar fins al 1957. Aquest període va ser cabdal per a la resta de la seva trajectòria perquè va ser llavors quan es va embarcar en el món de la recerca. De 1958 a 1960 va ser investigador associat al Centre Nacional de la Recerca Científica, de 1960 a 1963 va ser ajudant a la Facultat de Lletres de Montpeller i després professor adjunt a l'École des Hautes Etudes en Sciences Sociales (EHESS). Finalment, del 1973 al 1999, va ocupar la càtedra d'Història de la Civilització Moderna al Collège de France.
El 1966 va defensar la seva tesi doctoral Les Paysans de Languedoc, d'on en va treure, el 1975, el seu èxit mundial a Montaillou, village occitan. Aquesta obra pren les notes de l'inquisidor Jacme Fornièr (1318-1325), traduïdes al francès per Jean Duvernoy, per a reconstruir la vida d'un petit poble de l'Arieja a l'època del catarisme. Esdevingué així un especialista en antropologia històrica, disciplina que permet copsar els homes del passat en el seu entorn.

### Compromís polític
Va ser membre del del Partit Comunista Francès, del que se'n va separar el 1956, tal com van fer també els seus col·legues Annie Kriegel, François Furet i Alain Besançon després de la invasió d'Hongria per la Unió Soviètica. Posteriorment es va unir al Partit Socialista Unificat. Des de llavors, Le Roy Ladurie va anar matizant i renegat cada vegada més del seu compromís amb el moviment comunista. Les seves obres Ouverture, société, pouvoir : de l’Édit de Nantes à la chute du communisme (en col·laboració amb Guillaume Bourgeois, 2004) i Les grands trials politiques ou la pédagogie infernale (2002) analitzen aquest canvi.
Va mantenir la distància amb els fets del maig de 1968, els quals li van semblar «una regressió sense precedents, amb la seva consigna de "destrucció de la Universitat"», i va evolucionar cap a la dreta liberal a partir dels anys 1970.
El febrer de 1978 va ser un dels membres fundadors del Comitè d'Intel·lectuals per a l'Europa de les Llibertats. El febrer de 1979 va ser un dels 34 signants de la declaració redactada per Léon Poliakov i Pierre Vidal-Naquet per a desmuntar la retòrica negacionista de Robert Faurisson.
El 1998 i el 1999 es va oposar a la creació del Pacte civil de solidaritat i va vincular homosexualitat i pedofília en una columna a Le Figaro: «els proselitistes de l'homosexualitat proposen un model d'intolerància que és viu com un insult per les parelles heterosexuals normals, per a les quals el matrimoni correspon sobretot a una determinada manera de criar els infants i de garantir-los contra els moderns flagells de la sida o la pedofília». El 2012 va donar suport a Nicolas Sarkozy durant les eleccions presidencials.

## Obra publicada
- Les Paysans de Languedoc (tesi), París, SEVPEN, 1966.
- Histoire du climat depuis l'an mil, París, Flammarion, 1967.
- Anthropologie du conscrit français (amb J.-P. Aron et al.), París, Éd. de l'EHESS, 1972.
- Médecins, climat, épidémies (amb J.-P. Desaive et al.), París, Éd. de l'EHESS, 1972.
- Le Territoire de l'historien, París, Gallimard, t. I, 1973 ; t.II, 1978.
- Montaillou, village occitan de 1294 à 1324, París, Gallimard, 1975.
- Histoire économique et sociale de la France. I/ De 1450 à 1660. II/ Paysannerie et croissance, París, PUF, 1976.
- Le Carnaval de Romans : de la Chandeleur au Mercredi des cendres (1579–1580), París, Gallimard, 1979, 3r Premi Fondation Pierre-Lafue 1979.
- L’Argent, l'amour et la mort en pays d'Oc, París, Le Seuil, 1980.
- La Sorcière de Jasmin, París, Le Seuil, 1980.
- Inventaire des campagnes (en col·laboració), París, JC Lattès, 1980.
- Histoire de la France urbaine (en col·laboració), París, JC Lattès, 1981.
- Paris-Montpellier : PC-PSU, 1945-1963, París, Gallimard, 1982.
- Parmi les historiens, París, Le Seuil, 1983 et 1994.
- Pierre Prion, scribe, París, Gallimard, 1987.
- L’État royal 1460-1610, París, Hachette, 1987.
- L'Ancien Régime, 1610-1770, París, Hachette, 1991 (reeditat en dos volums : I, 1610-1715, et II, 1715-1770)
- Le Siècle des Platter, París, Fayard ; t. I, Le mendiant et le professeur, 1997 ; t. II, Le voyage de Thomas Platter, 2000 ; t. III, L'Europe de Thomas Platter, 2006.
- L'Historien, le Chiffre et le Texte, París, Fayard, 1997.
- Saint-Simon ou Le système de la Cour, París, Fayard, 1997 (col·laborador).
- Histoire du Languedoc, Toulouse, Privat, 2000.
- Histoire de France des régions : la périphérie française, des origines à nos jours, París, Le Seuil, 2001.
- Autour de Montaillou, un village occitan : histoire et religiosité d'un village au Moyen Âge, 2001.
- Histoire des paysans français : de la peste noire à la Révolution, 2002.
- Les Grands Procès politiques, 2002.
- La Dîme royale, 2002.
- Histoire humaine et comparée du climat, París, Éd. Fayard, t. 1 Canicules et glaciers xiiie – xviiie siècles, 2004 ; t. 2, Disettes et révolutions, 2006 ; t. 3, Le réchauffement de 1860 à nos jours (amb le concours de Guillaume Séchet), 2009.
- Histoire du climat du Moyen Âge jusqu'à nos jours, DVD, 2007.
- Histoire de la Bibliothèque nationale de France, Conferència al Collège de France 1995, CD Audio, Éd. Le Livre qui parle 2009.
- Abrégé d'histoire du climat du Moyen Âge à nos jours. Entrevistes amb Anouchka Vasak, París, Fayard, 2007.
- Histoire et système (dir.), París Le Cerf, 2010 ISBN 978-2204090643
- Les fluctuations du climat de l'an mil à aujourd'hui, París, Fayard, 2011
- La Civilisation rurale, París, Allia, 2012 ISBN 978-2-84485-587-9.
- Une vie amb l'histoire. Mémoires, París, Tallandier, 2014.
- Les Paysans français d'Ancien Régime, París, Le Seuil, 2015.
- Huit leçons d'histoire, París, Fayard, 2016 ISBN 978-2846212243.
- Brève histoire de l'Ancien Régime, París, Fayard, 2017.